# Amphipholis gracillima
Amphipholis gracillima är en ormstjärneart som först beskrevs av William Stimpson 1852.  Amphipholis gracillima ingår i släktet Amphipholis och familjen trådormstjärnor. Inga underarter finns listade i Catalogue of Life.